# Gaby Vandeputte
Gabriël Ernest Maurice Vandeputte (Sint-Denijs, 11 januari 1917 - Brugge, 12 augustus 2002) was een Belgisch senator en ondernemer.

## Levensloop
Hij was een zoon van de landbouwers Achiel Vandeputte en Maria Vanderzijpe. Hij trouwde in februari 1944 met Lea Debeurme en ze hadden zeven kinderen.
Van 1930 tot 1937 volbracht hij de oude humaniora (Grieks-Latijn) aan het Sint-Amandscollege in Kortrijk en van 1937 tot 1939 volgde hij lessen aan het Hoger Diocesaan Instituut voor Katholieke Actie in Roeselare.
Van 1939 tot 1946 doorliep hij een loopbaan binnen de Katholieke Studenten Actie (KSA):
- bediende van de Katholieke Actie-centrale te Roeselare (1939-1943),
- directeur van de uitgeverij-boekhandel Hernieuwen-uitgaven in Roeselare (1943-1946),
- gouwleider van de KSA Jong Vlaanderen (1938-1944),
- eerste secretaris en medestichter van de Interdiocesane Federatie KSA Jong Vlaanderen (1943-1946),
- lid van het Jong Volkse Front (tot 1943),
- na 1944 lid van de Nationale raad voor de jeugd.

Hij begon daarna zijn carrière in de christelijke middenstandsbeweging:
- provinciaal secretaris van het NCMV West-Vlaanderen (1947-1949),
- nationaal secretaris van het NCMV (1949-1958),
- ondervoorzitter van het Bureau van de Hoge Raad van de Middenstand (1951-1958),
- lid van het Nationaal Bureau van het NCMV (vanaf 1951),
- voorzitter van het NCMV arrondissement Brugge (1964-1979),
- voorzitter van het Economisch en sociaal instituut van de Middenstand (ESIM) (vanaf 1965),
- medestichter van de Internationale Katholieke Middenstandsbeweging.

In de ondernemerswereld werd hij:
- 1950-1958: beheerder NMBS,
- 1966-1977: lid van de Groep Algemeen Dienstbetoon voor Middenstand en Beroepen te Brugge (ADMB),
- 1977-1988: voorzitter ADMB,
- 1960-?: medestichter en beheerder van het Vormingsinstituut voor KMO in West-Vlaanderen,
- 1963-1971: beheerder van de Bank van Roeselare en West-Vlaanderen,
- 1971-1981: afgevaardigd beheerder Bank van Roeselare en West-Vlaanderen.

In de officiële organisaties werd hij:
1953-1971: voorzitter van de Nationale Onderlinge Kas van Kinderbijslag voor zelfstandigen,
1971-1981: voorzitter van het Rijksinstituut voor Sociale Verzekeringen van Zelfstandigen,
1980-1988: voorzitter van de werkgroep belast met de studie van het sociaal statuut van zelfstandigen.
In 1958 werd hij gecoöpteerd CVP-senator en vervulde dit mandaat tot in 1971.
Binnen de CVP was hij:
- 1956: lid van het Comité voor Vrijheid en Democratie (Schoolstrijd),
- 1945-1948: arrondissementeel secretaris van de CVP Roeselare-Tielt,
- 1949-1958: lid van het Nationaal Comité van de CVP,
- 1950-1958: lid van het bureau van het Nationaal Comité van de CVP,
- 1966-1971: lid van de Raadgevende Interparlementaire Beneluxraad.

Verder was hij nog:
- 1946-1958: lid van het IJzerbedevaartcomité;
- 1961-1964: voorzitter van de Straatactie voor Dienstbetoon en Apostolaat in het bisdom Brugge,
- 1972-1984: voorzitter instelling voor jeugdbescherming Onze Kinderen te Rumbeke,
- 1982: voorzitter en medestichter van Pro Lege,
- 1984-1988: lid van de Diocesane Pastorale Raad,
- 1986-1991: voorzitter van Pro Petri Sede (Benelux),
- lid van de inrichtende macht van verscheidene onderwijsinstellingen o.a. Instituut voor de Voeding en het Vrij Handels Instituut, later Vrij Handels en Sport Instituut.

Na de pensioenleeftijd te hebben bereikt, had hij voornamelijk nog drie activiteiten:
- in het dagelijks bestuur van het Vormingsinstituut voor KMO in West-Vlaanderen,
- als ondervoorzitter van de vzw Musica Antiqua, de Brugse afdeling van het Festival van Vlaanderen,
- provinciaal voorzitter van de Clubs voor Rustenden uit de Middengroepen in West-Vlaanderen (1982-1990).